# Armin Only – The Next Level
Armin Only - The Next Level to pierwsze koncertowe DVD holenderskiego DJ-a i producenta muzyki tanecznej Armina van Buurena. Na DVD jest zapis części występu z pierwszej imprezy Armin Only, która odbyła się w 2005 roku w Ahoy Rotterdam.Wraz z Arminem wystąpili brat Eller van Buuren,Jan Vayne,Ray Wilson,Susana,Nadia Ali,Remy,Roland Klinkenberg.
1. Armin van Buuren feat. Gabriel & Dresden –	Zocalo
2. Armin van Buuren feat. Jan Vayne –	Hymne
3. Armin van Buuren –	Sail
4. Arctic Quest –	Renaissance
5. Armin van Buuren feat. Jan Vayne –	Serenity
6. Armin van Buuren feat. Ray Wilson –	Yet Another Day
7. Randy Katana –	Play It Louder
8. Bart Claessen –	Playmo (1st Play)
9. Armin van Buuren feat. Susana –	Shivers (Alex M.O.R.P.H. Remix)
10. Inertia –		The Chamber
11. Armin van Buuren vs Racoon –	Love You More
12. Armin van Buuren –	Control Freak (Sander Van Doorn Remix)
13. Armin van Buuren feat. Nadia Ali –	Who's Watching (Tone Depth Remix)
14. Armin van Buuren feat. Remy & Roland Klinkenberg –	Bounce Back
15. Remy & Roland Klinkenberg –	Till Ya Drop
16. Tomaz vs. Filterheadz –	Los Hijos Del Sol (Zzino & Guss Carver Fucked-Up Mix)
17. Armin van Buuren feat. Justine Suissa –	Burned With Desire (Rising Star Mix)

Teledyski
1. Armin van Buuren feat. Ray Wilson –	Yet Another Day
2. Armin van Buuren feat. Susana –	Shivers
3. Armin van Buuren feat. Justine Suissa –	Burned With Desire

Dodatki
1. Dokument
2. Za kulisami Armin Only
3. Wywiady z artystami
4. Armada na Dance Valley
5. Wizualizacje VJ Bena Liebranda
6. Biografia Armina van Buurena